# شان جیامبرونی
شان جیامبرونی (انگلیسی: Sean Giambrone؛ زادهٔ ۳۰ مهٔ ۱۹۹۹) هنرپیشه اهل ایالات متحده آمریکا است. وی از سال ۲۰۱۲ میلادی تاکنون مشغول فعالیت بوده‌است اوه همچنین صداپیشه شخصیت یامی لاک در سربال مخالفان خورشیدی است.
خانواده وی اصالت ایتالیایی و آلمانی دارند.